# Stiftskirche (Wien)

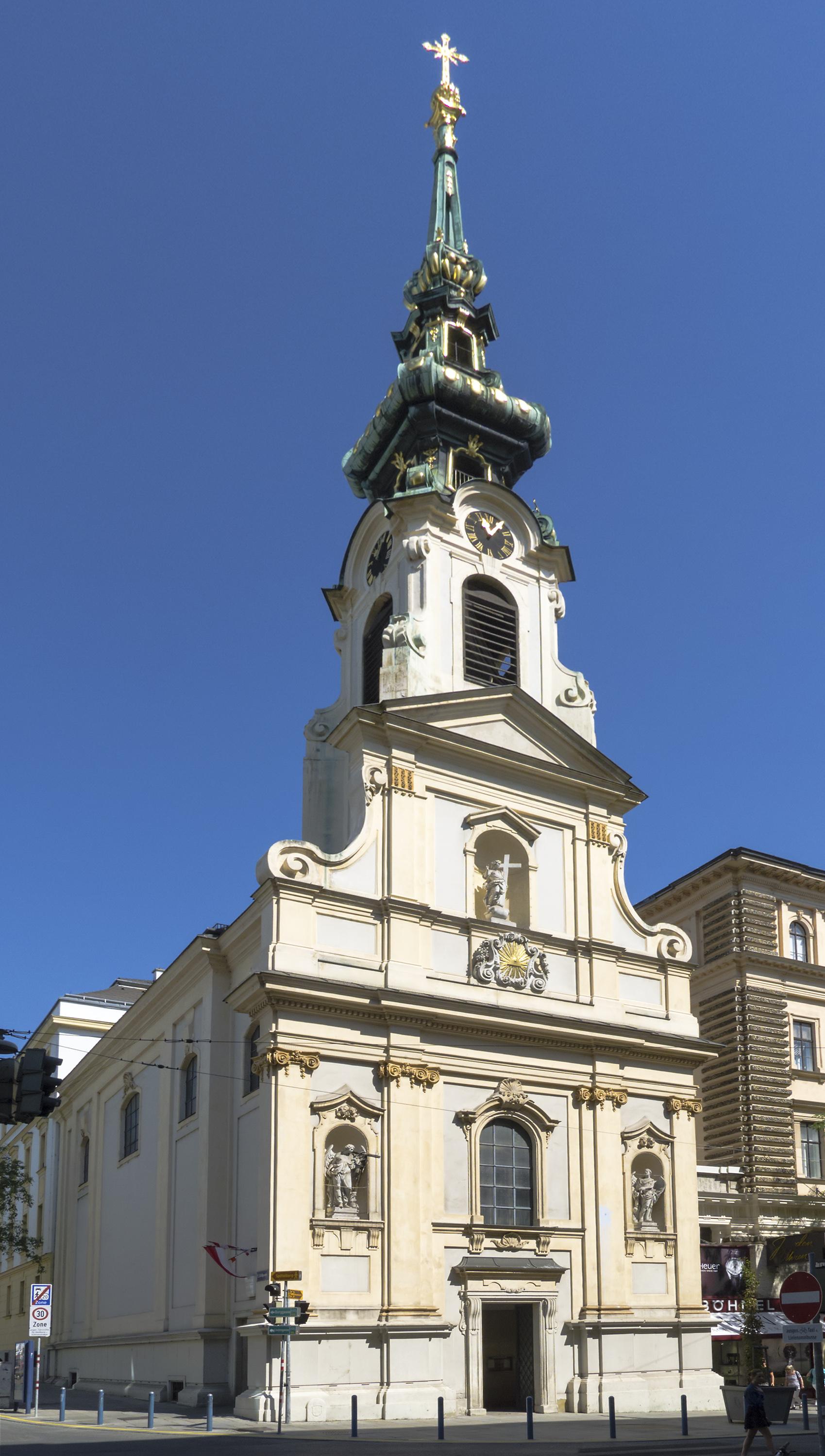
Stiftskirche in Wien

Die Stiftskirche „Zum heiligen Kreuz“ befindet sich in der Mariahilfer Straße 24 im 7. Wiener Gemeindebezirk Neubau, ist Bestandteil der Stiftskaserne und seit 1921 die römisch-katholische Garnisonkirche von Wien.
Die nach Nordnordwest ausgerichtete Kirche mit Südturm steht unter Denkmalschutz.

## Geschichte
Die Stiftskirche wurde 1739 vermutlich nach Plänen von Joseph Emanuel Fischer von Erlach erbaut. Unter Maria Theresia wurde das Kirchengebäude erweitert. 1772 wurde durch Benedikt Henrici der heutigen Turm mit seinem spätbarocken Helm errichtet. Die Kirche diente zwischen 1785 und 1799 als Militärdepot und wurde 1799 wieder geweiht.

## Ausstattung

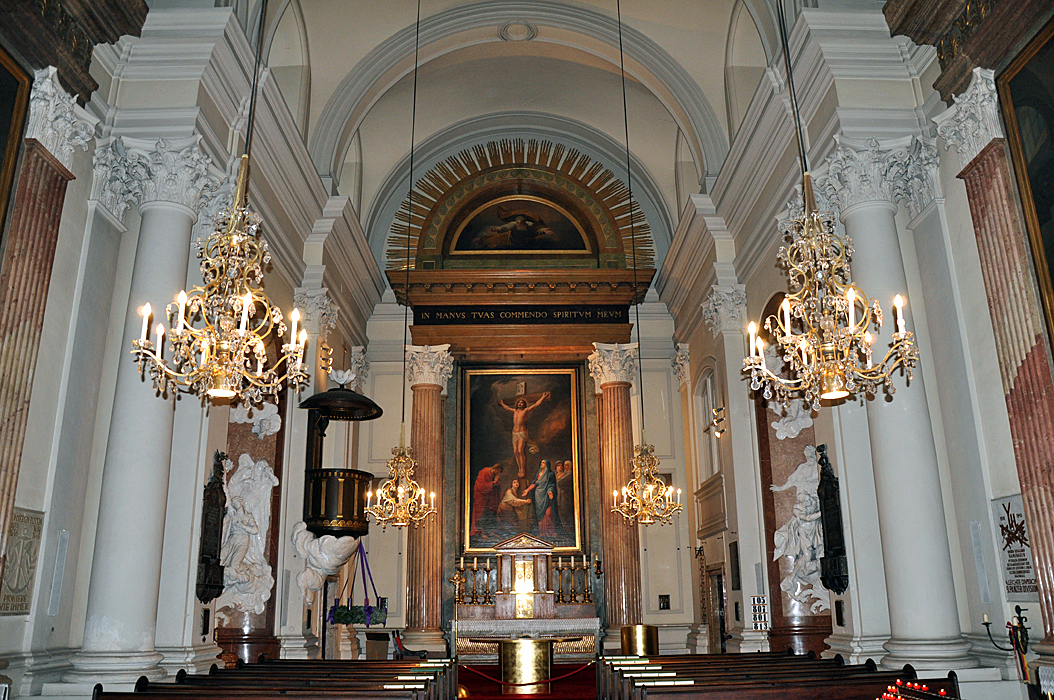
Innenraum der Stiftskirche

Das Altarbild „Gott Vater in den Wolken“ stammt von Hubert Maurer, darüber befindet sich das Ölgemälde „Jesus am Kreuz“ von Johann Michael Heß aus dem Jahr 1799. Die Seitenaltäre sind mit Bildern von Vinzenz Fischer versehen. Im Bereich des Kircheneingangs befinden sich zahlreiche Gedenktafeln für gefallene Soldaten (unter anderem für österreichische Soldaten, welche bei UN-Einsätzen ums Leben gekommen sind – jene für den hingerichteten NS-Generaloberst und Kriegsverbrecher Alexander Löhr wurde im Februar 2015 entfernt).

### Orgel
Die Orgel der Stiftskirche stammt vom Wiener Orgelbauer Franz Ullmann und verfügt über acht Register auf einem Manual und Pedal.